# Нуржигитов, Нуржан Молдиярович
Нуржан Молдиярович Нуржигитов (каз. Нұржан Молдиярұлы Нұржігітов; род. 31 марта 1967, КазССР) — казахстанский государственный деятель. Аким Жамбылской области (2022—2023). Министр водных ресурсов и ирригации Казахстана с 4 сентября 2023 года.

## Биография
В 1991 году окончил Ленинградский сельскохозяйственный институт по специальности инженер-механик; В 2008 году — Жамбылский гуманитарный технический университет по специальности экономист. Кандидат технических наук.
Трудовую деятельность начал в 1991 году механиком колхоза им. М. Горького Жуалынского района Жамбылской области;
В 1992—1996 годы — главный инженер агрообъединения имени Толе би Жуалынского района;
В 1996—1997 годы — специалист, главный специалист отдела сельского хозяйства аппарата акима Жуалынского района;
В 1997—2003 годы — главный специалист отдела экономики аппарата акима Жуалынского района;
В 2003—2006 годы — заведующий общим отделом аппарата акима Жуалынского района;
В 2006—2008 годы — начальник отдела предпринимательства акимата Жуалынского района;
В 2008 году — главный инспектор акима области в отделе организационно-инспекторской и кадровой работы аппарата акима Жамбылской области;
В 2008—2011 годы — заведующий отделом развития мониторинга качества оказания государственных услуг аппарата акима Жамбылской области;
В 2011—2014 годы — заместитель руководителя департамента Агентства РК по делам государственной службы по Жамбылской области;
В 2014—2015 годы — руководитель управления государственной службы и профилактики коррупции департамента Агентства РК по делам государственной службы и противодействию коррупции по Жамбылской области;
В 2015—2018 годы — руководитель управления сельского хозяйства Жамбылской области;
В 2018—2019 годы — руководитель управления природных ресурсов и регулирования природопользования акимата Жамбылской области;
В 2019—2021 годы — аким Байзакского района Жамбылской области;
С апреля 2021 по апрель 2022 года — заместитель акима Жамбылской области;
С 7 апреля 2022 по 4 сентября 2023 года — аким Жамбылской области.
С 4 сентября 2023 года — министр водных ресурсов и ирригации Казахстана. 6 февраля 2024 года переназначен.